# Système éducatif au Tibet
L'éducation au Tibet remonte au VIIe siècle et au roi Songtsen Gampo, sous le règne duquel l'écriture tibétaine fut introduite. 
Selon Daniel Perdue, un spécialiste des religions, si en 1959 quasiment tous les moines (un tiers des hommes) et toutes les nonnes (un quart des femmes) savaient au moins lire et écrire, quasiment tous les autres Tibétains de l'époque étaient analphabètes. Pourtant, selon Frédérick O'Connor, un officier britannique ayant vécu au Tibet dans les années 1900, le nombre de gens du peuple sachant lire et écrire était surprenant, le chef de chaque village et au moins un ou deux membres de chaque famille étaient relativement instruits. Tous les moines étaient alphabétisés, de même que les enfants des familles nobles. La majorité des villes comportaient des écoles ouvertes à tous pour une somme modique, et Lhassa en comportait plus de vingt.
Au début du XXe siècle, le gouvernement tibétain lui-même, sous la direction du 13e dalaï-lama, a fait un certain nombre de tentatives éphémères de mettre sur pied un système d'éducation séculier moderne au Tibet, en envoyant 4 jeunes Tibétains en Angleterre en 1912 et en ouvrant une école anglaise en 1923.
La Chine instaurera au Tibet un système éducatif laïque à partir des années 1950. Selon Michael Harris Goodman, les habitants de Lhassa constatèrent que les écoles primaires chinoises nouvellement ouvertes (dans les années 1950) étaient des instruments de propagande communiste anti-tibétaine. 
Pour Catriona Bass, en 1999 les progrès des autorités chinoises pour améliorer l'éducation au Tibet depuis 1950 étaient très inférieurs à ceux réalisés dans le reste de la Chine. De même, pour Vegard Iversen en 2002 les rapports sur l'éducation au Tibet contredisent les déclarations des autorités chinoises qui affirment poursuivre des efforts sérieux pour le développement du Tibet.

## Avant 1951

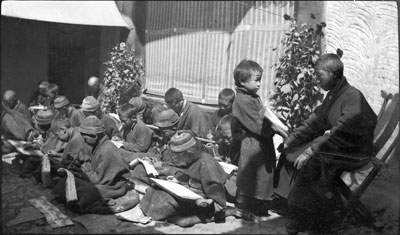
École à Lhassa en 1922, un garçon montre ses écrits à un professeur.

Avant que l'organisation de l'enseignement soit totalement transformée par le gouvernement chinois dans les années 1950, trois modes d'enseignement collectif coexistaient au Tibet : l'enseignement bouddhiste assuré dans les monastères, l'enseignement officiel organisé par le gouvernement tibétain et enfin l'enseignement privé,.
Au début du XXe siècle, le gouvernement tibétain lui-même, sous la direction du 13e dalaï-lama a tenté de développer un système d'éducation laïque moderne au Tibet. En 1912, le 13e dalaï-lama a envoyé quatre garçons des familles aristocratiques tibétaines pour recevoir une instruction à l'École de Rugby en Angleterre. Quelques années plus tard, un éducateur britannique, Frank Ludlow, a été invité par le gouvernement tibétain pour fonder une école anglaise à Gyantsé, basée sur le système d'école privée anglais. L'école ouverte en 1923, fut fermée trois ans plus tard. Un projet similaire d'école du gouvernement, fondée par Richard Parker à Lhassa en 1944, n'a duré que six mois avant d'être aussi fermée.
Selon les statistiques publiées par le China Tibet Information Center, avant 1951 le nombre d'enfants allant à l'école ne dépassait pas les 3 000 au plus.
L'enseignement des métiers manuels s'effectuait le plus souvent par transmission de père en fils, mais également par formation interne au sein des ateliers.
Selon Frédérick O'Connor, un officier britannique arrivé au Tibet en 1904 et qui resta comme attaché commercial à Gyantsé, « par rapport à l'éducation ordinaire, le nombre de gens du peuple sachant lire et écrire est surprenant - bien plus, certainement, que parmi les basses classes de notre société il y a cent ou même cinquante ans ». Le chef de chaque village qu'il visitait, et au moins un ou deux membres de chaque famille étaient relativement instruit. Tous les moines étaient alphabétisés, de même que les enfants des familles nobles. La majorité des villes comportaient des écoles ouvertes à tous pour une somme modique, et Lhassa en comportait plus de vingt. 
Selon Michael Rank, la répugnance des Tibétains à dépenser de l'argent pour l'éducation fut la source d'une profonde frustration pour le Britannique Frank Ludlow, directeur de l'école anglaise de Gyantsé de 1923 à 1926. Ce dernier écrit dans son journal le 23 août 1924 : « je ne pense pas qu'il ait de pays civilisé qui dépense moins pour l'enseignement que le Tibet. Je ne vois pas comment il peut en être autrement, étant donné que n'y a pas d'autre maître d'école rémunéré dans tout le pays que moi-même ». Toutefois, Ludlow clôt son journal en précisant qu'il a simplement noté des idées qui lui passaient par la tête, et que des erreurs ont pu se glisser.

### L'enseignement bouddhiste

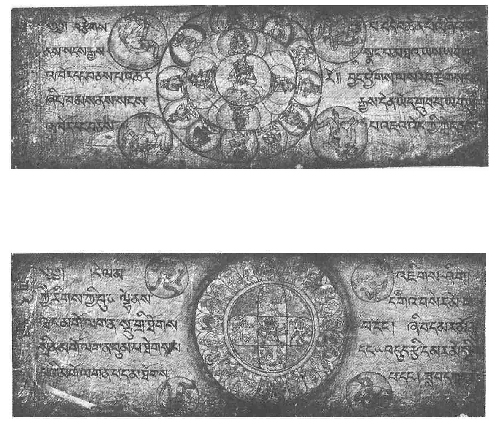
Folios 35 et 67 du Bardo Thödol, ouvrage du VIIIe siècle

Selon le sociologue chinois Rong Ma, jusqu'au milieu du XXe siècle, le Tibet est resté sous un régime médiéval. Avant 1951, l'éducation était le monopole des monastères, qui formaient les élites dirigeantes et préparaient aux carrières ecclésiastiques. L'éducation hors monastère était quasiment inexistante (à l'exception des écoles établies par le gouvernement chinois, principalement pour les élèves Han). Les politiques éducatives étaient envisagées surtout en fonction de leur rapport au bien-être de la religion, laquelle fournissait le fondement philosophique et théorique du système éducatif. Sous ce régime médiéval, les monastères étaient des écoles, la religion était l'éducation. En gros, il n'y avait pas d'écoles en dehors des monastères, pas d'éducation en dehors de la religion et pas de professeurs en dehors des moines.
Selon Tenzing Lama, pendant des siècles, monastères et couvents furent les principaux centres de savoir et d'enseignement. La tradition voulait que toute famille ayant plus de deux fils, en envoie un au monastère pour qu'il devienne moine. Du temps de son indépendance, les plus de 6 000 monastères et couvents servaient d'écoles et d'universités, répondant aux besoins en éducation du Tibet. Selon le gouvernement tibétain en exil, avant 1959, on comptait plus de 592 000 moines, tandis que le nombre de nonnes étaient de 27 180 au Tibet (incluant les anciennes provinces tibétaines d'U-Tsang, du Kham et de l'Amdo), soit au total près de 10 % de l'ensemble des Tibétains. Ces écoles donnaient aux élèves, principalement de jeunes moines, une formation religieuse, philosophique et artistique, et leur enseignaient également la lecture et l'écriture de la langue tibétaine, ainsi que les bases de la médecine tibétaine traditionnelle et du calendrier tibétain.
Rong Ma affirme que de nombreux moines étaient illettrés à l'époque. Se fondant sur une enquête conduite en 1949 indiquant que le Luo se lin tra tsang, une des parties constitutives du monastères de Drépung, avait 4 000  moines, dont 80 % étaient illettrés, il en déduit que si un monastère aussi grand et riche ne pouvait pas fournir à ses membres une éducation de base, les possibilités d'éducation pour la majorité des moines devaient être limitées.
La forme la plus évoluée d'enseignement se rencontrait dans les trois monastères de Lhassa. Il y avait trois niveaux : kham tsen, tra tsang et laji. Les moines se répartissaient en six groupes : « Bouddhas vivants », moines professionnels chargés des rituels, moines étudiant les écritures, moines artisans, moines soldats et factotums, moines gestionnaires. Seuls les moines versés dans les écritures (bei qia wa, « lecteurs de livres ») recevaient une véritable éducation leur permettant d'obtenir le diplôme de geshé, ainsi que les Bouddhas vivants et les moines chargés des rituels.
L'éducation monastique avant 1952 avait de bons et de mauvais côtés. D'une part, elle avait précisément pour tâches de former des traducteurs, des historiens, des rédacteurs et des docteurs, de diffuser l'histoire, la géographie, l'astronomie et la médecine dans la population, de développer la langue tibétaine, d'enseigner l'écriture tibétaine à une petite partie de la population. Mais par ailleurs, elle servait à répandre la notion bouddhiste de la réincarnation, amenant les gens à se soucier moins de l'amélioration de leur vie présente que de leur prochaine réincarnation, elle disposait d'un monopole qui laissait la majorité de la population analphabète, elle avait peu d'intérêt à promouvoir la science et la technique modernes, elle prêtait peu d'attention au développement social, le retrait d'un nombre croissant de moines des forces productives ne faisait qu'alourdir le fardeau porté par les paysans et les pasteurs chargés de produire.
Selon Daniel Perdue, si en 1959 quasiment tous les moines (un tiers des hommes) et toutes les nonnes (un quart des femmes) savaient au moins lire et écrire, tous les autres Tibétains de l'époque étaient analphabètes. Pourtant, selon Frédérick O'Connor qui vécut au Tibet dans les années 1900 les enfants des familles nobles étaient également instruits, et la Chine avait introduit des écoles dans les années 1950.

### L'enseignement de la médecine

#### La médecine tibétaine

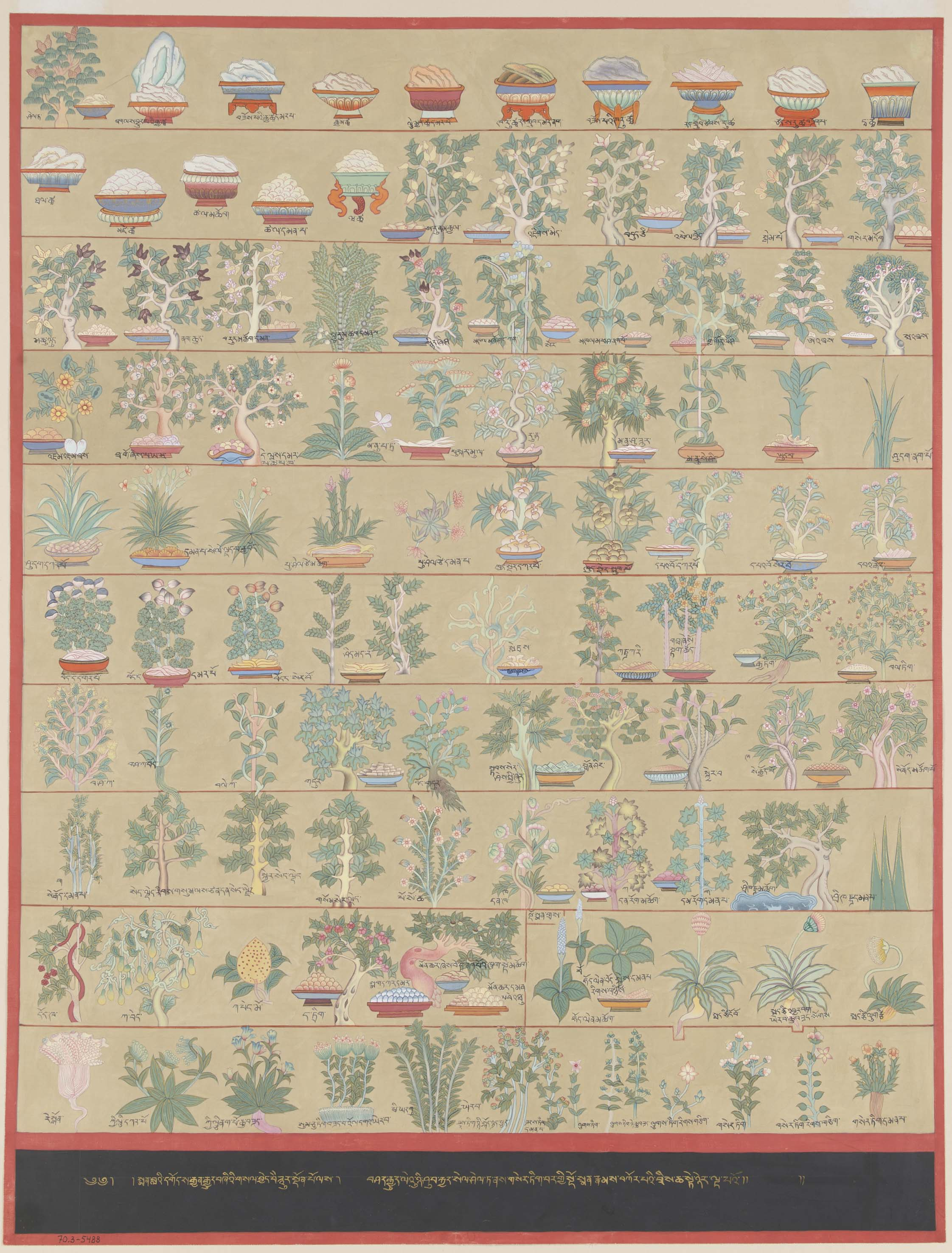
Plantes de la médecine tibétaine, illustration du traité du Béryl Bleu de Sangyé Gyatso

C'est au Ve siècle que deux sages médecins, Vidjaya (Vijay) et Vimala (Belha), originaires d'Inde se rendirent au Tibet. Ils y restèrent plus d'une décennie, s'employant à soigner et transmettre leur savoir. Le roi du Tibet de l'époque, Lha Thothori Nyantsen, fut très touché par leur bonté et offrit une de ses filles en mariage à Vidjaya. Ils eurent un enfant, Dounggui Tor-tcho (Dungi Thorchog), qui devint un médecin célèbre. Il fonda la première lignée médicale dont le plus éminent représentant est Yutok Yonten Gonpo le jeune au XIIe siècle.
Chandranandana, disciple de Vagbhata, écrivit en sanscrit dans la continuité de l'Ayurveda classique, enrichi par les siddhas indiens bouddhistes le texte du rGyud-bZhi qu'il donna au traducteur tibétain Vairotsana.
Une des premières personnalités dans le développement de cette médecine fut Yutok Yonten Gonpo l'ancien (708-833), médecin renommé qui reçut de Vairotsana les « Quatre Tantras Médicaux », ouvrage connu sous le nom tibétain de rGyud-bZhi et à la base de la médecine tibétaine, intégrant différents éléments des médecines d'Asie, en particulier celles de Perse, de l'Inde et de la Chine. Cet ouvrage comprend un total de 156 chapitres sous la forme de 80 peintures ou thangkas. Il fut modifié et complété par les générations suivantes.

#### La médecine conventionnelle

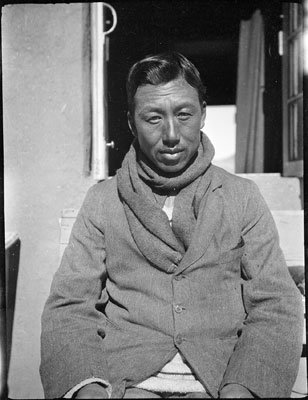
Le Dr. Bo Tsering, qui travailla de nombreuses années comme chirurgien auxiliaire au Tibet. Gyantsé, 1927.

Si les jeunes diplômés du collège médical de Chakpori à Lhassa étaient affectés dans les grands monastères du Tibet pour y pratiquer et enseigner la médecine tibétaine, il n'y avait pas toutefois de système de santé public au sens européen du terme. Les progès médicaux de l'Occident, notamment la théorie microbienne, élément fondamental de la médecine moderne, étaient inconnus au Tibet. De ce fait, le pays recélait un potentiel énorme pour la biomédecine, surtout si celle-ci était prodiguée gratuitement, comme dans le cas des Britanniques .
Un hôpital britannique fut fondé dans la ville de Gyantsé en 1904. Durant les décennies suivantes, les officiers du service médical indien offrirent des traitements aux Tibétains de Gyantsé. 
Le docteur Robert Steen forma trois Tibétains à la vaccination antivariolique, et le 31 décembre 1905, 1 320 enfants étaient vaccinés à Gyantsé et la région environnante.
En 1920-21, Khyenrab Norbu, directeur de l'Institut de médecine et d'astrologie tibétaine, fut formé à la mise en place de la vaccination antivariolique par le Dr. Robert S. Kennedy. L'année suivante, l'armée tibétaine à Gyantsé fut vaccinée dans ce qui correspondrait à la première initiative biomédicale d'État au Tibet.

### L'enseignement gouvernemental
L'enseignement officiel, organisé par le gouvernement tibétain autour de 3 centres principaux, était destiné essentiellement à la formation des futurs cadres du pays, à celle des médecins et des spécialistes du calendrier astronomique. L'école de Tse, située au sommet du Palais du Potala et fondée par le 7e dalaï-lama, formait les cadres du gouvernement du Tibet. Les diplômés de cette école qui désiraient travailler dans la fonction publique devaient suivre un enseignement plus poussé dans une école religieuse. Les fonctionnaires laïcs étaient principalement formés à l'école de Tse. Selon le gouvernement chinois, les futurs cadres étaient pratiquement tous issus de familles nobles, alors que les études médicales étaient ouvertes à tous.
Selon des sources chinoises, il existait une seule école de formation des cadres destinée aux laïcs, sise à Lhassa, qui comptait une vingtaine d'élèves, et deux écoles destinées aux religieux, l'une à Lhassa, et l'autre à Xigaze. L'enseignement des futurs cadres laïcs comprenait l'éthique, la grammaire et l'écriture de la langue tibétaine, la composition des documents officiels et les techniques de calcul et de recouvrement des taxes. L'enseignement des futurs cadres religieux comprenait les cérémonies religieuses, les écritures et objets bouddhistes, la grammaire tibétaine, la composition des documents officiels et les mathématiques,.
L'enseignement destiné aux futurs spécialistes de la médecine et du calendrier astronomique tibétains était délivré par plusieurs écoles, notamment l'Institut Chakpori de médecine tibétaine, fondé au XVIIe siècle par le 5e dalaï-lama et son régent Sangyé Gyatso, institut qui, ayant servi de poste d'artillerie à l'armée tibétaine lors du soulèvement de 1959, fut détruit en retour par l'artillerie chinoise,, ainsi que par le Men-Tsee-Khang de Lhassa, fondé en 1916 par le 13e dalaï-lama, Thubten Gyatso,,, établissement qui sera fermé par les communistes, les médecins tibétains comme Tenzin Choedrak étant emprisonnés.

#### L'école anglaise de Gyantsé (1923-1926)
C'est dans la ville de Gyantsé qu'en 1923, le 13e dalaï-lama établit la première école anglaise, laquelle dut fermer en 1926 en raison, selon Jérôme Edou et René Vernadet, de l'opposition des monastères,. La tentative de généraliser l'enseignement primaire voulue par le 13e dalaï-lama, Thubten Gyatso date de son retour d'exil en Inde, après la chute de la dynastie chinoise Qing en 1911. Il décida d'instituer un enseignement obligatoire de la langue tibétaine pour tous les enfants âgés de 7 à 15 ans, mais se heurta à l'opposition des monastères.
C'est lors de la Convention de Simla que l'idée de fonder une école britannique au Tibet fut évoquée par le plénipotentiaire tibétain, le premier ministre Paljor Dorje Shatra. Pour faire face aux pressions de la civilisation occidentale, elle semblait indispensable au  gouvernement tibétain qui voyait que, sans éducation scolaire générale, on ne pouvait former de Tibétains pour développer le pays selon ses vœux. Un responsable britannique insista pour préciser que l'école serait entièrement fondée par les Tibétains de leur propre initiative et que ce n'était en aucun cas une entreprise britannique augurant une « pénétration pacifique ».
En 1923, le 13e dalaï-lama fonde l'école anglaise de Gyantse sous la direction de Frank Ludlow. L'école ouvre le 8 novembre 1923 avec 30 élèves, des garçons âgés de 8 à 18 ans dont aucun ne venait de Lhassa, ni n'était le fils d'un responsable du gouvernement. Certains étaient bien habillés, tandis que d'autres avaient une origine modeste de toute évidence. Les conversations en anglais étaient la priorité, et Ludlow était fier au terme des trois ans de son mandat que la plupart des enfants de sa classe pouvaient tenir une conversation sensée sur tout sujet. Il ajouta ensuite la géographie au programme. En 1926, les garçons plus avancés « faisaient d'excellents progrès en anglais. Leur orthographe et écriture étaient excellentes, ils commençaient à parler couramment et s’intéressaient de près à des livres comme Robin des bois, Guillaume Tell, Les Chevaliers de la table ronde, etc. En arithmétique, ils avaient acquis une bonne compréhension des fractions et des nombres décimaux. Le 20 août 1926, la décision de fermeture de l'école est transmise à Ludlow par Frederick Williamson, qui lui enverra la copie d'une lettre où le Kashag explique ses raisons. Les parents, déclare le Kashag, « se sont continuellement plaints qu'à moins que leurs garçons n'apprennent leur propre langue à fond au départ, ils ne peuvent pas travailler au service du gouvernement tibétain de façon satisfaisante ». Ils ont réitéré la proposition que des professeurs indiens viennent chez eux enseigner l'anglais, mais ont insisté pour affirmer qu'ils avaient le plus grand respect pour Ludlow . Ludlow n'a pas imputé la fermeture de l'école qu'aux Tibétains, il pensait aussi que les autorités britanniques en Inde étaient tout aussi coupables. Frederick Markham Bailey pensait aussi que le Foreign Office aurait pu donner beaucoup plus d'encouragements. L'école ferma en novembre 1926, date du départ de Ludlow du Tibet.
Pour Alastair Lamb, l'école anglaise fut un échec dans la mesure où elle était censée accroître l'influence britannique au Tibet grâce aux élèves appelés à devenir, du moins l'espérait-on, de puissants responsables du gouvernement tibétain. De fait, guère de responsables (sinon aucun) ayant été à l'école anglaise ne semble avoir exercé une influence importante dans les affaires du pays
Pour Yangdon Dhondup, l’échec de ce projet est liée aux factions conservatrices du clergé. Pour Robert W. Ford, c'est en raison d'un changement dans la politique extérieur du Tibet, qui amorçait une coopération avec la Chine que l'école fut fermée.

#### L'école anglaise de Lhassa (1944)
Une école anglaise s'ouvrit à Lhassa en 1944, mais cette tentative fut aussi sans lendemain, cependant que quelques Tibétains envoyaient leurs enfants dans les écoles occidentales en Inde,.
Devant la nécessité d'avoir des responsables ayant reçu une éducation anglaise pour pouvoir faire fonctionner des émetteurs radios, l'usine hydroélectrique et autres équipements modernes, une école dispensant un enseignement en partie en tibétain, en partie en anglais, fut ouverte à Lhassa le 31 juillet 1944, à la demande du gouvernement tibétain. Le régent Taktra Rinpoché la justifia comme étant la continuation de la politique du 13e dalaï-lama,. Cependant, elle ne fonctionnera que pendant six mois en raison de l'opposition véhémente de certains monastères, les factions conservatrices du clergé qui menaçaient d'y envoyer leurs moines de combat (dob-dob) pour, selon Melvyn C. Goldstein enlever et violenter les élèves : il n'était pas question de porter atteinte aux valeurs religieuses en inculquant des idées étrangères, athées.
Pour Yangdon Dhondup, l'échec de ce projet est dû aux factions conservatrices du clergé, pour Catriona Bass à des groupes conservateurs au sein du clergé et de l'aristocratie.
Selon Kashopa, ce sont les factions monacales et laïques de l'ancien régent Reting Rinpoché qui lancèrent des rumeurs dans les trois monastères principaux, Séra, Drepung et Ganden, au sujet de l'école, l'accusant de conceptions hostiles à la religion bouddhiste du Tibet. Les abbés et les représentants de ces monastères décidèrent de rencontrer le régent Tagdra et le Kashag pour leur demander de fermer l'école ouverte sans l'accord de l'assemblée nationale, ajoutant que si leur demande n'était pas prise en considération, ils rassembleraient un grand nombre de dob-dobs pour la détruire. Les ministres défendirent l'école qui avait été ouverte avec l'aval du régent et constituait un projet commun des gouvernements tibétain et britannique et serait utile aux besoins politiques actuels et à venir du Tibet. Les abbés ont menacé de fermer l'école par la force et de faire enlever par des moines policiers les étudiants à leurs familles qui étaient de toute façon attachés à l'un des trois monastères. La plupart des officiels et des aristocrates ne souhaitaient pas la fermeture de l'école, mais la crainte et les rumeurs au sujet des dob-dobs détruisant l'école et enlevant les étudiants circulèrent à Lhassa, obligeant le Kashag à fermer l'école britannique.

### L'enseignement privé
Les familles nobles ou aisées avaient fréquemment recours à des précepteurs qui étaient chargés de l'éducation de leurs enfants à domicile. 
Dans les villes les plus importantes (notamment Lhassa, Shigatse, Zedang et Gyangzê), des écoles privées avaient été créées. Au nombre d'une dizaine dans les années 1840, elles se multiplièrent pour atteindre la centaine sous la République de Chine. La ville de Lhassa comptait au moins une vingtaine d'écoles privées renommées, comme Dakang ou Gyiri,,.

## Après 1951
La « Loi de la République populaire de Chine sur l’instruction obligatoire » stipule que « L’instruction obligatoire est une œuvre d’utilité publique appliquée de façon unifiée par l’État à l’égard de tous les enfants et de tous les adolescents en âge de recevoir l’éducation et [que] l’État doit tout faire pour garantir son application ». De même, « Tout enfant ou adolescent d’âge scolaire doté de la nationalité de la République populaire de Chine, quel que soit son sexe, sa nationalité, sa race, l’état financier de sa famille et sa croyance religieuse, jouit d’après la loi l’égalité de droit de recevoir l’instruction obligatoire et ne peut se dérober à l’obligation de recevoir cette instruction ».

### Enseignement public
Selon Kalovski Itim, les premières écoles hors monastère furent établies après 1955 et il y avait 79 écoles élémentaires et 6 000 élèves, en juillet 1957. 
Selon Michael Harris Goodman, les habitants de Lhassa constatèrent que les écoles primaires chinoises nouvellement ouvertes étaient des instruments de propagande communiste anti-tibétaine.
Par ailleurs des enfants tibétains furent envoyés en Chine dans les écoles des minorités chinoises pour y recevoir, selon Jacques Leclerc, une « éducation marxiste-léniniste ». 
Selon le sociologue chinois Rong Ma, l'ancien système éducatif monastique fut pour l'essentiel détruit après 1959. Le nouveau système, mis en place entre 1959 et 1966, fut toutefois interrompu pendant la révolution culturelle au Tibet. Ce n'est qu'en 1976 qu'il fut rétabli. 
Selon Anne-Marie Blondeau et Katia Buffetrille, en 1985 le président du Comité des affaires ethniques de l'Assemblée nationale populaire, Ngabo Ngawang Jigme, critiquait le département de l'Éducation « qui n'attachait aucune importance à la langue tibétaine ». Il constatait que lors de la révolution culturelle celle-ci avait été « sérieusement sinistrée » et que depuis rien n'avait vraiment changé.
À partir de 1985, à la suite d'une décision du parti communiste chinois, les financements de l'éducation passèrent d'un contrôle par le gouvernement central à une administration locale. Dans la région autonome du Tibet, l'investissement gouvernemental fut alors dirigé principalement vers les secteurs urbains dominé par un afflux d'immigrants chinois, tandis que les secteurs ruraux appauvris, et abritant plus que 80 % de la population tibétaine étaient négligés et privés de subvention pour l'éducation. Cela eut pour effet d’accélérer les disparités entre les populations urbaines et rurales tibétaines et chinoises.
Selon Rong Ma, dans le dernier quart du XXe siècle, les efforts du gouvernement local de la région autonome du Tibet portèrent sur l'établissement d'un système éducatif complet allant de l'école primaire à l'université.
Selon Tsewang Chodron, journaliste au China Tibet News, à partir de 1985, les frais de scolarité ainsi que la nourriture et le logement devinrent gratuits dans le primaire et le secondaire pour les élèves issus de familles d'éleveurs tibétains.
L'année 1985 vit la fondation d'une université du Tibet avec, comme sections ou départements, langue et littérature tibétaines, langue et littérature chinoises, langue et littérature anglaise, histoire, art, médecine tibétaine traditionnelle, physique et chimie.
En 1986, une loi instaura le principe d’une scolarité obligatoire de 9 ans. La RAT, fondée en 1965, comptait, en 2005, 1 010 écoles où étudiaient 486 000 élèves et étudiants. 
Le 9 juillet 1987, le 10e panchen lama et Ngapo Ngawang Jigmé proposèrent, d'un commun accord, que le tibétain soit la principale langue d'enseignement. En 1987 et 1988, le gouvernement de la région autonome du Tibet publia plusieurs textes réglementaires concernant l'emploi du tibétain dans l'administration, la vie publique et les écoles. Tous les cours auraient lieu en tibétain dans les écoles primaires pour les Tibétains et ceux-ci apprendraient le putonghua comme deuxième langue à partir du 4e niveau (3e dans les villes). Pour les élèves tibétains, le tibétain serait la principale langue d'apprentissage dans les lycées et les universités. Les élèves Han devraient apprendre le tibétain. Ces nouvelles mesures ne furent pas du goût de certaines familles qui auraient préféré que leurs enfants apprennent le putonghua pour pouvoir accéder à un poste dans l'administration, la maîtrise du chinois y étant nécessaire. Certains dirigeants, par pragmatisme, choisirent d'envoyer leurs enfants étudier à Chengdu dans la province du Sichuan.
En 2006, selon des sources gouvernementales chinoises, le nombre d'établissements d'enseignement dans la région autonome était le suivant :
- 890 écoles primaires et 1 568 « centres d'enseignement » avec 329 500 élèves ;
- 93 collèges avec 127 900 élèves, 13 lycées avec 37 700 élèves et 10 lycées professionnels avec 14 775 élèves ;
- 6 établissements d'enseignement supérieur avec 23 327 élèves (dont l'Université du Tibet, l'Institut des nationalités, l'Institut d'agronomie et de techniques d'élevage et l'Institut de médecine).

Fin 2006, seuls 49 districts sur les 73 de la région autonome assuraient l'enseignement obligatoire sur 9 années, les autres n'en assurant que 6 années.
En 2007, Tashi Tsering est intervenu auprès des députés de la région autonome du Tibet pour protester de la trop faible place accordée à la langue tibétaine dans l'enseignement supérieur et dans l'administration.

### Enseignement privé
En 1985, Tashi Tsering constate qu'il n'existe pas dans les écoles du Tibet d'enseignement de la langue anglaise. Celle-ci est enseignée en option à l'université. Or les étudiants d'origine tibétaine apprenaient déjà le tibétain et le chinois, rajouter l'anglais était impossible à l'époque pour des raisons politiques, pratiques et pédagogiques. Par contre les Chinois d'origine Han n'étaient pas obligés de prendre le tibétain en deuxième langue, aussi étudiaient-ils en général l'anglais.
Sans demander aucune autorisation, il ouvre alors en septembre 1985 une première école dans les locaux d'un hôtel de Lhassa, les cours, payants, sont donnés le soir. Le succès est au rendez-vous, très rapidement une deuxième classe s'ouvre. Tashi utilisera alors les bénéfices de cette entreprise afin de créer des écoles dans sa région d'origine où l'enseignement était inexistant.

### Manifestations pour la défense du tibétain dans le Qinghai
En octobre 2010, des collégiens ont manifesté pour la défense de la langue tibétaine dans les préfectures autonomes tibétaines du Golok, du Hainan et du Huangnan. Les manifestants protestaient contre la politique d'éducation bilingue, qui permet d'imposer le Chinois à partir de l'école primaire. L'écrivaine et blogueuse Tsering Woeser estime que les principes d'autonomie pour les régions autonomes tibétaines ne sont pas appliqués, alors qu'en principe, la Constitution et les lois chinoises mettent en avant l'importance de la langue pour les minorités ethniques.
En mars 2012, à Rebkong, dans le comté de Tongren, préfecture autonome tibétaine de Huangnan, les collégiens ont manifesté quand ils ont découvert que les manuels scolaires étaient uniquement en Chinois.
Selon Tsering Woeser, le 3 mars 2012, l'étudiante Tsering Kyi s'est auto-immolée par le feu pour protéger sa langue maternelle le tibétain.

### Alphabétisation

#### Années 1950
Selon Catriona Bass, citée par Ann Frechette, le taux d'analphabétisme au Tibet était estimé à 90 % en 1951.
En Chine, selon Stanislas Dehaene, il s'établissait  à près de 80 % chez les adultes dans les années 1950.
Selon le livre blanc publié par le Bureau d'information du Conseil d'État en juillet 2011, le taux d'analphabétisme pour les jeunes et les personnes d'âge moyen était de 95 % il y a six décennies,.
Selon Daniel Perdue, en 1959 à la différence des laïcs, tous les moines (un tiers des hommes) et les nonnes (un quart des femmes) savaient au moins lire et écrire.

#### Années 1980 et 1990
En 1982, le taux d'analphabétisme est de 73 % dans la région autonome du Tibet contre 23 % en Chine.
Selon Vegard Iversen qui cite les études de Jean Drèze (en) et collaborateurs, en 1982 le Tibet avait le plus faible taux d'alphabétisation de toutes les provinces de la Chine, que ce soit en zone urbaine ou rurale. L'écart entre urbains et ruraux était aussi le plus grand, soulignant le désintérêt relatif de la politique publique pour cette dernière catégorie. Les années 1980 ayant suivi la visite de Hu Yaobang au Tibet qui mena le parti communiste à remettre en cause sa politique au Tibet, le recensement de 1990 peut être utilisé pour en évaluer les effets sur l'alphabétisation. Bien que le niveau se soit amélioré dans de nombreuses provinces chinoises, dans les années 1990 le Tibet a stagné. Il est en bas de l'échelle en Chine, mais aussi du monde concernant l'alphabétisation (Iversen renvoie au tableau du Programme des Nations unies pour le développement). Les rapports sur l'éducation au Tibet contredisent les déclarations des autorités chinoises qui affirment poursuivre des efforts sérieux pour le développement du Tibet.
Selon Catriona Bass, les chiffres du recensement de 1990 donnent un taux d'analphabétisme de 44% pour l'ensemble de la RAT et de 70% pour les seules régions rurales.

#### Années 2000
Selon un recensemment de Pékin en 2000,  le taux d'alphabétisation est de 50 % au Tibet, alors qu'il est de plus de 95 % en Chine.
Le Quotidien du Peuple indique un taux d'« illettrés et de semi-illettrés parmi les jeunes et les adultes » de 39 % en 2001.
Selon le Centre tibétain pour les droits de l'homme et la démocratie, citant l'International Work Group for Indigenous Affairs, l'enseignement prodigué par les Tibétains en exil en Inde attire chaque année un nombre important de jeunes Tibétains vers l'exil. En 2001, le taux d'alphabétisation des Tibétains en exil est évalué à 74 % par l'administration tibetaine. Selon Stephanie Roemer, il n'existe pas de données indépendantes et d'origine universitaire sur le taux d'alphabétisation des exilés tibétains. 
En 2003, le rapporteur spécial des Nations unies sur le droit à l'éducation, Katarina Tomasevski (en) exprima sa forte préoccupation concernant le taux d'analphabétisme de 39,5 % dans la région autonome du Tibet.
L'économiste Andrew Martin Fischer indique qu'en 2004, selon des études officielles, environ 41 % des résidents permanents adultes urbains sont illettrés. Cette situation est exceptionnelle en Chine.
Selon le livre blanc de juillet 2011, le taux d'analphabétisme pour les jeunes et les personnes d'âge moyen est de 1,2 %,.

### Éducation patriotique
Pour construire un nouveau Tibet socialiste moderne, le président Xi Jinping demande en août 2020, que le « patriotisme doit être promu tout au long du processus d'éducation dans toutes les écoles ».

### Éducation coloniale
Selon le Tibet Action Institute, basé aux États-Unis, un témoin tibétain, le professeur Gyal Lo, qui a quitté le Tibet en 2021, affirme que la Chine applique un système obligatoire d'internat préscolaire colonial pour les enfants âgés de quatre à six ans dans les régions tibétaines. En décembre 2021, Tibet Action Institute a publié un rapport intitulé « Séparés de leurs familles, cachés du monde » affirmant que les politiques gouvernementales ont construit un vaste système d'internat colonial qui cible et exploite les minorités, en particulier les Tibétains. Gyal Lo qui a visité plus de 50 écoles, estime qu'au moins 100 000 enfants vivent dans ces institutions, chassés de leurs familles. Il a exhorté la Haut-commissaire des Nations unies Michelle Bachelet à exiger la fermeture de ces internats préscolaires lors de sa visite en Chine en 2022.